# Birger Nilsson (politiker)
Birger Nilsson, född 12 juni 1915 i Los församling, död 7 oktober 1999 i Östersund, var en svensk ombudsman, skogsarbetare och socialdemokratisk riksdagspolitiker.
Nilsson var ledamot av riksdagens andra kammare 1953-1970, invald i Jämtlands läns valkrets.